# Bois
 Bois  es una población y comuna francesa, situada en la región de Poitou-Charentes, departamento de Charente Marítimo, en el distrito de Jonzac y cantón de Saint-Genis-de-Saintonge.

## Demografía
| 472 | 473 | 459 | 456 | 427 | 428 |
| Para los censos de 1962 a 1999 la población legal corresponde a la población sin duplicidades (Fuente: INSEE [Consultar]) |     |     |     |     |     |

## Ciudades hermanadas
Bois está hermanada con:
- Treat, Argelia
- Tát, Hungría
- Domino, California